# Inhambanella guereensis
Inhambanella guereensis là một loài thực vật có hoa trong họ Hồng xiêm. Loài này được André Aubréville và François Pellegrin mô tả khoa học đầu tiên năm 1957 dưới danh pháp Kantou guereensis. Năm 1991 Terence Dale Pennington gộp Kantou vào Inhambanella và như thế nó danh pháp mới là Inhambanella guereensis.

## Phân bố
Loài này được tìm thấy tại Bờ Biển Ngà, Liberia.